# Синдром Райтера
Синдром Райтера (нім. syndrom Reiter/morbus Reiter, також відомий як Синдром Рейтера, Хвороба Райтера або Рейтера, Уретроокулосиновіальний синдром, Синдром Фіссенже — Леруа — Райтера) — алергічна реактивна реакція переважно післяінфекційного характеру у генетично схильних осіб. Головними проявами є уретрит, кон'юнктивіт, артрит. Наразі вважається особливим клінічним варіантом перебігу реактивного артриту. Виникає часто після ураження Chlamydia trachomatis. Іншими збудниками є Neisseria gonorrhoeae, Ureaplasma urealyticum, Salmonella, Shigella, Yersinia та Campylobacter.
Захворювання було ґрунтовно описано в 1916 році Г. Райтером і незалежністю від нього Г. Фіссенже та І. Лероєм у військових під час спалахів кишкових інфекцій у Першій світовій війні.

## Етимологія
Через погані санітарно-гігієнічні умови ця хвороба була особливо поширена серед солдатів Першої світової війни, коли її описав німецький військовий лікар Ганс Райтер. Звідси загальна назва «солдатська хвороба». У 1942 році в журнальній статті автори В. Бауер та Е. Інглеман з Бостона запропонували назву «синдром Райтера». Назву «синдром Райтера» наразі все більше уникають через докази членства Райтера у нацистській партії та твердження про те, що він проводив експерименти у концтаборі Бухенвальд. Як пізніше говорив й один з авторів назви Ефроїм Інгельман, йому не було нічого відомо про діяльність Райтера, який на момент написання статті в американському часописі обіймав посаду міністра охорони здоров'я нацистської Німеччини.

## Актуальність
Розвивається, як правило, у молодому віці (20-40 років), переважно у чоловіків. Відомі нечисленні випадки захворювання у дітей. Виникає через 2-4 тижні після інфекційного захворювання. Генетична схильність доводиться наявністю у 75-90 % хворих антигену HLA-В27, що в загальній популяції зустрічається лише в 5-8 %. HLA-B27 також сприяє розвитку анкілозуючого спондилоартриту, хронічного захворювання суглобів, схожого на реактивний артрит.

## Клінічні прояви
На ранній стадії артрит не розвивається. Хоча це захворювання в основному відоме як ураження суглобів, на початку скарги з боку сечовивідних шляхів часто виступають на передньому плані: часте сечовипускання, біль або печіння при цьому (уретрит). Кон'юнктивіт виникає не у всіх пацієнтів. Псоріазоподібні плями можуть розвиватися на шкірі, особливо на стопах (бленорагічна кератодерма). У 30 % хворих на статевому члені виникають червоні ерозивні плями з білим піднятим краєм (круговий баланіт). Запалення суглобів з'являються лише через кілька днів або кілька тижнів. Переважно вони виникають у хребцях, тазостегнових, колінних і гомілковостопних суглобах.
Крім класичного перебігу синдрому Райтера можливі безболісні ерозії на слизових оболонках, розвиток підп'яткових бурситів, тендовагініту ахіллового сухожилля, зрідка розвивається атрофія м'язів, прилеглих до уражених суглобів, лімфаденіт, порушення серцевого ритму. Часто розвиваються кератит та ірит.

## Діагностика
Рання діагностика є проблемною. При розгортанні проявів діагноз стає клінічно обґрунтованим.

## Лікування
Якщо синдром Райтера є наслідком інфекційної хвороби, її слід лікувати спочатку. Для зменшення проявів самого синдрому зазвичай призначаються нестероїдні протизапальні препарати, що ще й спрямовані на зменшення болю.